# ハウンドルフ
ハウンドルフ (ドイツ語: Haundorf) は、ドイツ連邦共和国バイエルン州ミッテルフランケン行政管区のヴァイセンブルク＝グンツェンハウゼン郡に属す町村（以下、本項では便宜上「町」と記述する）である。

## 地理

### 位置
この町は、ヴァイセンブルク＝グンツェンハウゼン郡北西部、西ミッテルフランケンのフレンキシェ・ゼーラント内に位置する。町は、丘と森が豊かな散策地域であるメンヒスヴァルト地域にある。本来のメンヒスヴァルトはムール・アム・ゼー町内にあり、ハウンドルフの森とグレーフェンシュタインベルクの森がハウンドルフを特徴付けている。南部には、観光にも活用されている池沼群がある。これにはハウンドルファー池、ホルツヴァイアー、シュライスビュールヴァイアー、ブランダーヴァイアー、シュペックヴァイアー、アイヒェンベルガー池、エトヴァイアー、コッペンヴァイアーが含まれる。南部をアルトミュール導水路が流れ、町境の東近くでクライナー・ブロムバッハ湖に注いでいる。町内には数多くの水源がある。特にグレーフェンシュタインベルク地区の南にはブロムバッハ川の水源がある。この川がブロムバッハ湖の名前の由来である。この他に町内を流れる川としては、ラウベンツェーデラー・ミュールバッハ川やエルルバッハ川がある。ライン川水系とドナウ川水系とを分けるヨーロッパ分水帯が町内を通っている。連邦道466号線が町内を通っている。シュパルター丘陵辺縁部にあたる丘陵には、メンヒスベルク (529 m)、ヒンターラー・メンヒスベルク (500 m)、ハウベンベルク (505 m)、ミッテルベルク (512 m)、ビュッヒェルベルク (465 m)、カンマーベルク (460 m) がある。町の南東周縁部にブロムバッハモール自然保護区がある。町の北側はアンスバッハ郡とロート郡に接している。町内のオーバーヘーベルクがヴァイセンブルク＝グンツェンハウゼン郡の北端である。

### 隣接する市町村
ハウンドルフは、北はミッテルエッシェンバッハ（アンスバッハ郡）、北西はシュパルト（ロート郡）、東はアプスベルク、南東はプフォフェルト、南西はグンツェンハウゼン、西はムール・アム・ゼー（以上ヴァイセンブルク＝グンツェンハウゼン郡）、北西はメルケンドルフおよびヴォルフラムス＝エッシェンバッハ（ともにアンスバッハ郡）と境を接している。

### 自治体の構成
この町は22のゲイマインデタイル（小地区）で構成されている。
| - アウエ - ブラント - ブロムバッハ - デーマツホーフ - アイヒェンベルク - ガイゼルスベルク - ガイスローエ - グレーフェンシュタインベルク | - グッツェンミューレ - ハウンドルフ - ライディンゲンドルフ - リンデンビュール - ノイホーフ - オーバーエルルバッハ - オーバーヘーベルク | - レーテンホーフ - ザイタースドルフ - シュティクセンホーフ - シュトラーセンハウス - シュトラーセンヴィルツハウス - ティールホーフ - ウンターヘーベルク |

グレーフェンシュタインベルク、ハウンドルフ、オーバーエルルバッハのゲマルクング（慣習上の地区）に分けられる。

## 歴史

### 自治体創設まで
ハウンドルフは、1792年にプロイセン王国に併合されたアンスバッハ侯領に属しており、1500年からフランケン帝国クライスに組み込まれていた、ハウンドルフはアンスバッハの一部として1806年のライン同盟規約に従って交換によってバイエルン王国領となった。バイエルンの行政改革に伴う1818年の自治体令によって自治体が成立した。

### 保養地
ハウンドルフは1997年から州指定の保養地となっている。

### 町村合併
新しい自治体ハウンドルフは、1972年7月1日の市町村再編で、アイヒェンベルク、グレーフェンシュタインベルク、ハウンドルフが合併して成立した。オーバーエルルバッハは、1977年1月1日にこれに加わった。

## 住民

### 人口推移
- 1961年: 1,713人[5]
- 1970年: 1,721人[5]
- 1987年: 1,909人
- 1991年: 2,156人
- 1995年: 2,393人
- 2000年: 2,560人
- 2005年: 2,695人
- 2010年: 2,683人
- 2015年: 2,763人

## 行政
この町は、グンツェンハウゼン行政共同体に属している。
町長はクリスティアン・バイアーラインである。

### 紋章
図柄: 銀と黒で市松模様に四分割された基部の上は赤地で、銀のクロスボウと銀の大工用の斧が斜め十字に組み合わされている。
この紋章は1966年から使用されている。
紋章の由来: 斧はハウンドルフの教会の守護聖人である聖ヴォルフガングのアトリビュートである。教会は1446年に完成し、1706年に改築された。銀と黒に四分割された基部は、かつての領主ブランデンブルク＝アンスバッハ辺境伯にちなんでいる。カール・ヴィルヘルム・フリードリヒは、1738年に狩りの館ゲオルゲンタールをレオポルト・レッティーに建てさせた。この町の紋章のクロスボウはこれを表している。

## 文化と見所

### 建築文化財

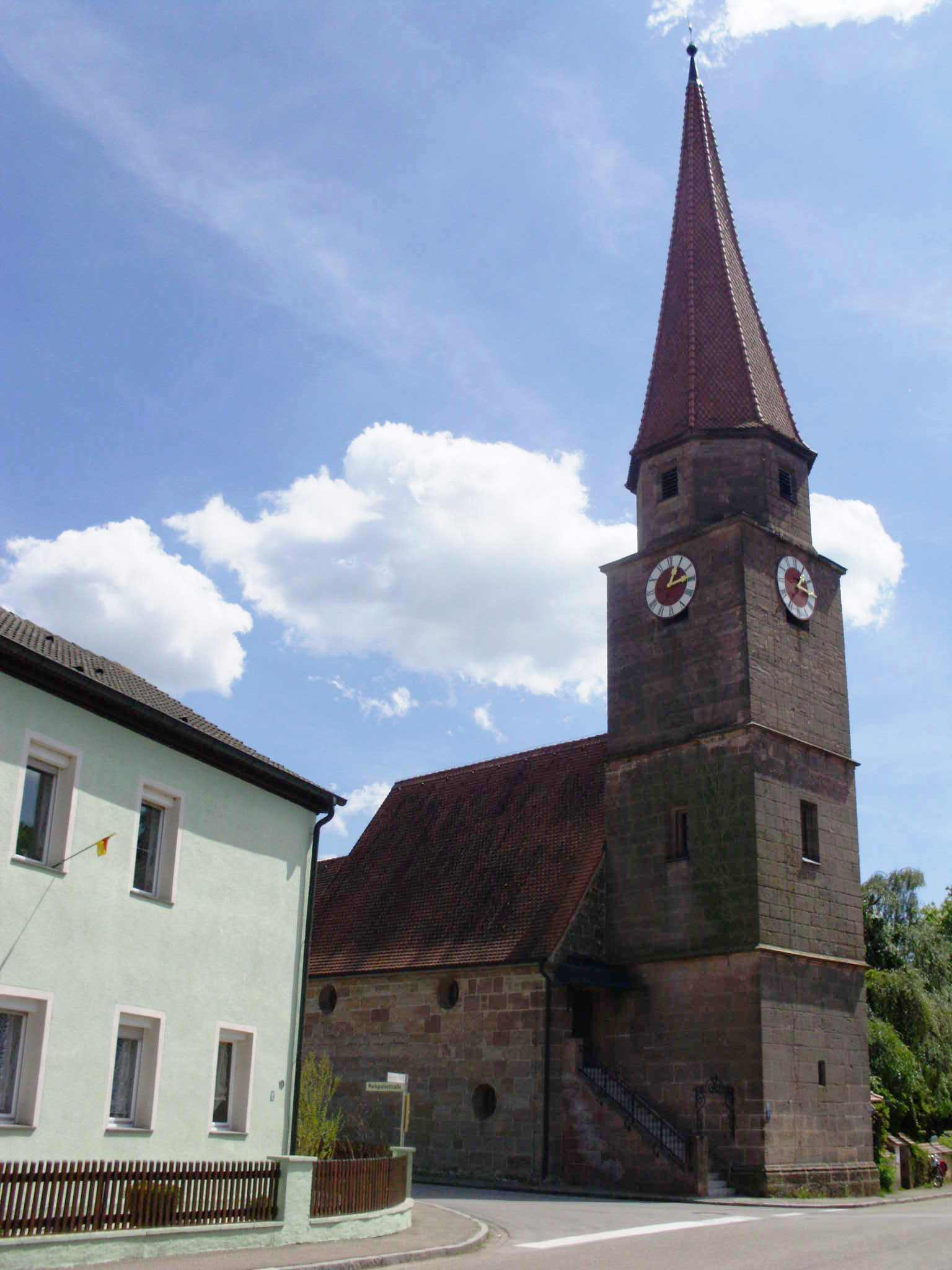
聖ヴォルフガング教会

福音主義ルター派の教区教会である聖ヴォルフガング教会は1449年に建造された。内部には「1458」という年号が記されており、西塔は16世紀に建設された。内部は1706年にバロック様式に改装された。東の内陣には交差ヴォールトが用いられている。

## 経済と社会資本

### 経済
公式の統計によれば、2020年現在、154人の社会保険支払い義務のある就労者がこの町で働いている。このうち72人が製造業、58人が商業、交通業、宿泊業に就いていた。この町に住む社会保険支払い義務のある就労者は1,157人であった。2020年には41人の農業従事者がおり、2016年の農地面積は1346ヘクタールであった。このうち769ヘクタールが農耕地、574ヘクタールが牧草地などの緑地であった。
ブラント集落は2000年から産業用地となっており、工業進出が奨励されている。

### 交通
この町は連邦道 466号線で結ばれている。この道路はブラント地区およびオーバーエルルバッハ地区を通っている。最寄りの駅はグンツェンハウゼンにある。

### 教育
2021年時点で以下の施設がある。
- 幼稚園 3園（定員 149人まで、在籍幼児数 132人。）[12]
- グラーフェンシュタインベルク中等学校、オーバーエルルバッハ基礎課程学校[13]。2020/21年の学年で、両校合わせて教員数18人、児童・生徒数222人[14]。

## 関連図書
- Johann Kaspar Bundschuh (1800). “Haundorf”. Geographisches Statistisch-Topographisches Lexikon von Franken. Band 2: El–H. Ulm: Verlag der Stettinischen Buchhandlung. p. 524. OCLC 833753081
- Georg Paul Hönn (1747). “Haundorf”. Lexicon Topographicum des Fränkischen Craises. Frankfurt und Leipzig: Johann Georg Lochner. p. 339
- Georg Muck (1993). Geschichte von Kloster Heilsbronn von der Urzeit bis zur Neuzeit. Band 2. Neustadt an der Aisch: Verl. für Kunstreprod. Schmidt. pp. 445–446. ISBN 978-3-923006-90-8
- Gottfried Stieber (1761). “Haundorf”. Historische und topographische Nachricht von dem Fürstenthum Brandenburg-Onolzbach. Schwabach: Johann Jacob Enderes. pp. 455–456